# Hipona
Hipona (llatí: Hippo Regius; grec antic: Ἱππὼν Βασιλικός, Hippón Basilikós) va ser una antiga ciutat de Numídia a la riba del riu Ubus (grec Ubos), on actualment hi ha Annaba, a Algèria.
Era una colònia de Tir, i portava el nom de Regius perquè era la residència dels reis de Numídia. Hi va viure Agustí d'Hipona, que hi va morir el 28 d'agost de l'any 430 durant el setge de la ciutat pels vàndals.

## Situació
Era en una badia o golf que portava el seu nom (llatí: Hipponensis Sinus, avui golf de Bona o Annaba) en un promontori anomenat Hippi Promuntorium (grec antic: Ἵππου ἄκρα, Híppou ákra, modern Ras al-Hamrah). La ciutat tenia al sud la de Tipasa a uns 70 km, i ambdues ciutats van emetre moneda en comú. Aquestes manedes tenien el cap del déu Baal, i al darrere el ceptre i una estrella, el cap de la deessa Astarte, i al darrere un creixent, o el cap del déu Melcart, i al darrere una estrella.

## Història

### Imperi Romà
Els romans la van convertir en colònia. Era una ciutat important fins que el 428 els vàndals i els alans es van unir sota Genseric, que va traslladar tot el seu poble, uns 20.000 guerrers, a Tarifa i va creuar d'Hispània a Mauretània sense oposició, i arribant a Numídia on amb l'ajut dels amazics i de la secta dels donatistes (que havien estat sotmesos a persecució) van arraconar Bonifaci a Hippo Regius el 430, on va quedar assetjat resistint 14 mesos i finalment en 431 va intentar una batalla decisiva en la què els vàndals el van derrotar. Es coneixen set bisbes d'Hipona, entre ells Teògenes d'Hipona i Fidenci, els dos màrtirs, així com Lleonci Valeri, que va ordenar sacerdot a Agustí, i el mateix Agustí, en temps del qual hi havia almenys tres monestirs a més del monestir del bisbe. A la ciutat s'hi van celebrar tres concilis.

### Època posterior
Els àrabs la van reconstruir al segle vii. A uns 3 km es va fundar Beleb al-Anab. Carles V la va ocupar durant uns anys al segle xvi, però va ser evacuada el 1541 i va quedar sota sobirania otomana. Els francesos la van ocupar el 1832 i la van anomenar Bône (Bona). Avui s'anomena Annaba.